# Cerb lopătar

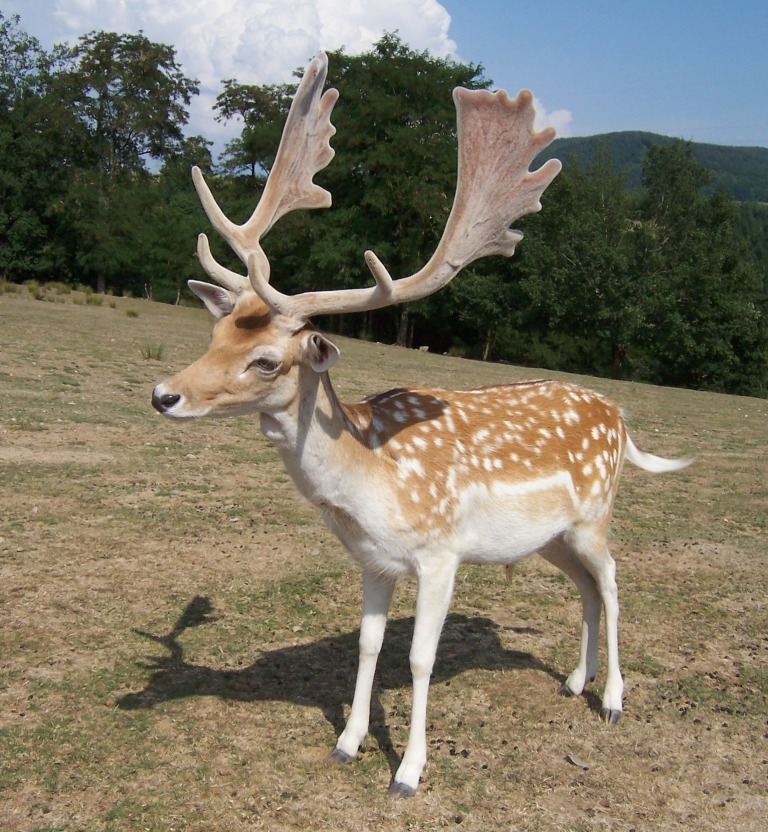
Cerb lopătar, mascul

Cerbul lopătar (Dama dama), numit și damă, este un mamifer ierbivor din familia Cervidae, subordinul rumegătoarelor, ordinul Artiodactyla (paricopitatele), originar din ținuturile mediteraneene. Mai trăiește sălbatic în Grecia și semidomestic în cele mai multe țări din Europa.
Cerbul lopătar face parte din genul Dama, nu din genul Cervus, care include cerbul comun (Cervus elaphus) și cerbul pătat (Cervus nippon). Diferențele principale dintre aceste genuri constau în faptul că cerbii din genul Dama produc coarne „lățite”, sunt lipsiți de părul lung de pe gât în perioada boncănitului și nu prezintă canini în maxilarul superior.
Lungimea corpului este de 1,30-1,60 m, coada de 16–18 cm, greutatea până la 120 kg (masculul) și până la 65 kg (femela). Culoarea blănii este brun-roșcată, cu pete albe pe spinare, în timpul verii, în timp ce iarna culoarea blănii pe spinare este brun-aurie. Pe burtă și pe partea internă a picioarelor blana este albă. Trăiește 15-18 ani în libertate și 20-25 în captivitate.
Coarnele apar numai la mascul. Ele încep să se lățească în forma unei lopeți de la mijlocul ramurii către vârf, fapt care a dus la denumirea de lopătar. Coarnele ajung la dezvoltarea maximă la vârsta de 10-12 ani. Coarnele, care cad în lunile martie-aprilie, se dezvoltă din nou până la sfârșitul lunii august.
Se împerechează în luna octombrie. Perioada de gestație durează 7 luni. Fiecare ciută fată 1-2 viței în luna iunie a anului următor și rămân împreună cu mama lor timp de un an.

## Cerbul lopătar din România
Cerbul lopătar este bine reprezentat numeric în zona de vest și sud vest a României, dar s-au efectuat repopulări
în alte 27 de județe. Perioada de vânătoare legală este în perioada 1 septembrie - 15 decembrie pentru masculi și 1 septembrie – 15 februarie pentru femele cu tineret.
În fondul de vânătoare de la Socodor, județul Arad sunt peste 1.000 de cerbi, fiind cea mai mare rezervație de cerbi lopătari în libertate din Europa. În această pădure a vânat și Nicolae Ceaușescu.
Pe teritoriul comunei Comuna Luncoiu de Jos, Hunedoara din județul Hunedoara se află Rezervația cinegetică Valea Lungă. Între 1933 și 1935 a fost colonizată cu cerb comun și cerb lopătar. Astăzi rezervația, care se întinde pe o suprafață de peste 600 de hectare și numără 45 de cerbi.